# Imperator Nikolai I (Schiff, 1891)
Die Imperator Nikolai I  (russisch Император Николай I) war ein Panzerschiff (Turmschiff) des Russischen Kaiserreiches, das für die Baltische Flotte in den späten achtziger Jahren des 19. Jahrhunderts gebaut wurde. Es war die Zeit des Überganges vom Panzerschiff zu den Vor-Dreadnought-Schlachtschiffen. Sie wurde dem Mittelmeergeschwader zugeteilt und besuchte Toulon im Oktober 1893. Während des Ersten Japanisch-Chinesischen Krieges wurde sie in den Pazifik verlegt und blieb, bis sie 1896 wieder ins Mittelmeer zurückkehrte, um die russischen Interessen während des Kretischen Aufstandes zu vertreten. Im April 1898 kehrte sie in die Ostsee zurück und wurde einer langen Wartung unterzogen, bis sie 1901 wieder ins Mittelmeer zurückkehrte.
Während des Russisch-Japanischen Krieges wurde sie 1904 in die Ostsee verlegt, um nach einer weiteren Wartung als Flaggschiff des 3. Pazifikgeschwaders unter Konteradmiral Nikolai Iwanowitsch Nebogatow zur Unterstützung von Admiral Sinowi Petrowitsch Roschestwenski in den Pazifik gesandt zu werden. Bei der Seeschlacht bei Tsushima wurde die Imperator Nikolai I leicht beschädigt und ergab sich der japanischen Flotte.
Die Imperator Nikolai I wurde unter dem Namen Iki (壱岐) in die Kaiserlich Japanische Marine übernommen und war bis 1910 Artillerieschulschiff und dann Küstenverteidigungs- und Trainingsschiff. Im Oktober 1915 wurde sie als Zielschiff versenkt.

## Entwicklung
Die Imperator Nikolai I war ursprünglich kleiner als ihr Schwesterschiff, die Imperator Aleksandr II, nach dem Vorbild des brasilianischen Schlachtschiffs Riachuelo geplant, allerdings mit 30,5-cm-Geschützen bewaffnet und nicht mit 23,4-cm-Geschützen wie die Riachuelo. Am 6. November wurde mit der Baltischen Schiffswerft ein Vertrag für den Bau eines Schiffes mit zwei 30,5-cm-Geschützen in einer vorderen Barbette unterschrieben. Dieser wurde jedoch schnell wieder storniert und ein neuer Vertrag mit der Admiralitätswerft in Sankt Petersburg über einen nochmaligen Bau wie die Imperator Aleksandr II geschlossen, obwohl diese bei der Baltischen Schiffswerft gebaut worden war. Die Admiralitätswerft hatte Probleme, die Konstruktionszeichnungen zu bekommen und musste einige überarbeiten, was sie dazu nutzte, das Design bei einigen Dingen geringfügig zu ändern. Der gewünschte Ersatz der Barbetteaufstellung der Geschütze bei der Imperator Aleksandr II durch einen Doppelgeschützturm stellte sich als problematisch heraus. Der Entwurf des Turmes war erst im April 1889 beendet und die Arbeit am vorderen Teil des Schiffes musste mehr als sechs Monate ruhen, weil die Maße des Turmes noch nicht bekannt waren. Es stellte sich heraus, dass der Turm 46 t schwerer war als die Barbette und die Imperator Nikolai I ein wenig buglastig war, obwohl schon die Höhe des Gürtelpanzers reduziert worden war.

## Beschreibung
Die Imperator Nikolai I war an der Wasserlinie 101,65 m und 105,61 m über alles lang, 20,4 m breit und hatte einen Tiefgang von 7,39 m, 40 cm mehr als im Entwurf. Sie verdrängte 9.748 t Wasser, mehr als 1.000 t mehr als in der Planung (8,575 t).

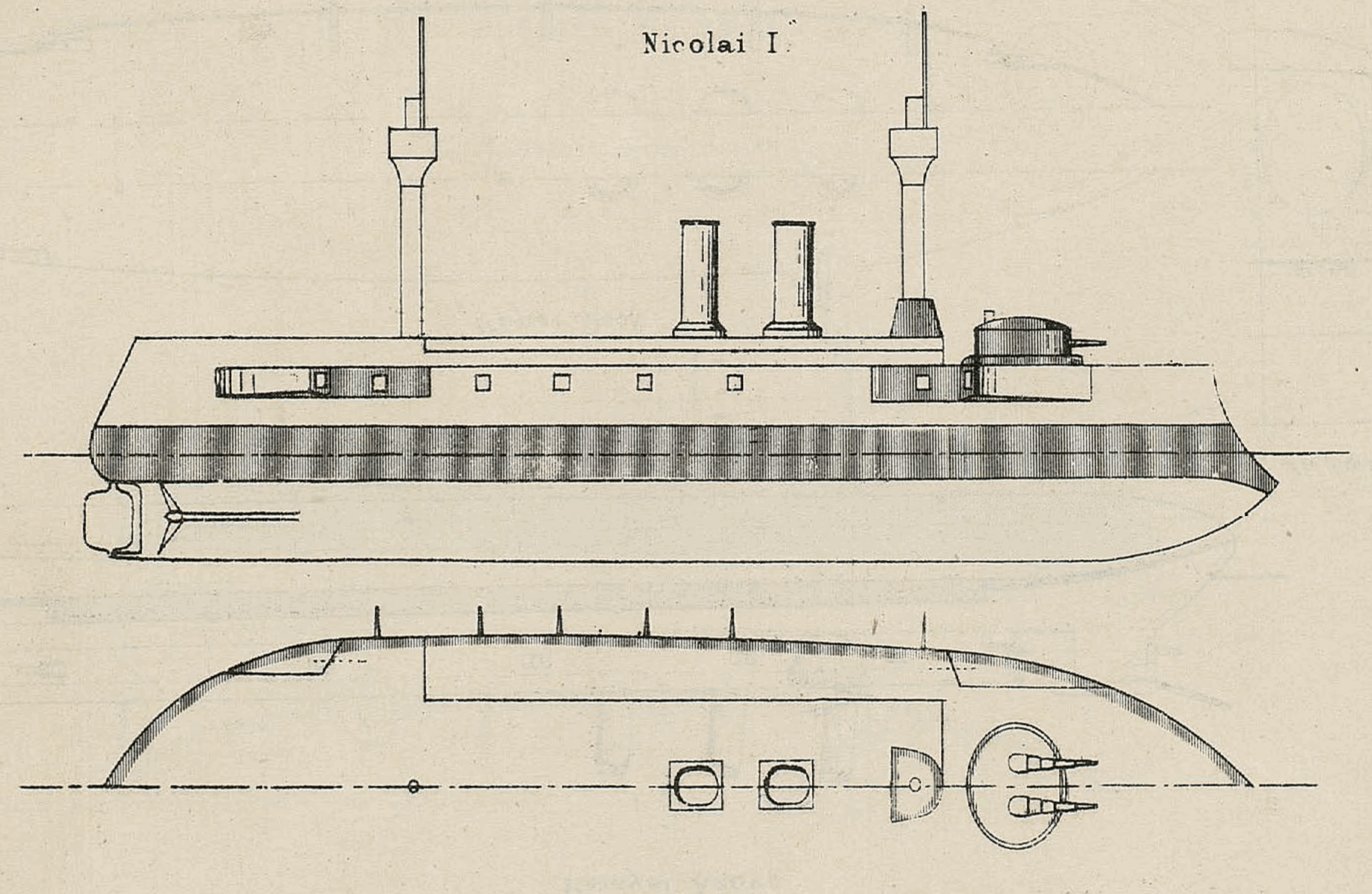
Entwurfszeichnung der Imperator Nikolai I in Brassey’s Naval Annual 1894

Die Imperator Nikolai I hatte zwei Dreizylinder-Verbunddampfmaschinen, die jede eine einzelne Schraube antrieben. Zwölf zylindrische Heizkessel leiteten den Dampf zu den Motoren. Die Dampfmaschinen waren von der Baltischen Schiffswerft gebaut und hatten eine geplante Leistung von 5.966 kW. Auf den Versuchsfahrten erreichten die Maschinen eine Leistung von 5.848 kW, was zu einer Geschwindigkeit von 14 kn reichte. Die Imperator Nikolai I hatte 861 t Kohle in den Bunkern und hatte damit eine Reichweite von 2.630 sm (4.870 km) bei einer Geschwindigkeit von 10 kn.
Die Bewaffnung der Schiffe der Imperator-Aleksandr-II-Klasse bestand aus einem Paar 30,5-cm-Obukhov-Modell-1877-Geschützen mit einer Kaliberlänge von 30 im Doppelturm vorn. Die vier 22,9-cm-Obukhov-Modell-1877-Kaliber-35-Geschütze befanden sich in Kasematten an den Ecken der Aufbauten auf mittig drehbaren Halterungen. Der Rumpf des Schiffes verjüngte sich nach oben, um den Geschützen ein größeres Schussfeld nach vorn und hinten zu ermöglichen. Die acht 15,2-cm-Geschütze mit der Kaliberlänge 35 vom Modell 1877 waren auf Breitseiten-Schwenkhalterungen montiert. Vier wurden zwischen den 22,9-cm-Geschützen angebracht und hatten ein Schussfeld von insgesamt 100°. Die restlichen vier waren an den Enden der Aufbauten montiert, von wo aus sie direkt nach vorne oder nach hinten schießen konnten. Die zehn 4,7-cm-Hotchkiss-Revolverkanonen wurden in Rumpfscharten des Schiffes zwischen den 22,9-cm- und den 15,2-cm-Geschützen montiert, um das Schiff gegen Torpedoboote zu verteidigen. In jeder Mars waren vier 3,7-cm-Hotchkiss-Revolverkanonen montiert. Die Imperator Nikolai I hatte sechs 38,1-cm-Torpedorohre über Wasser. Eines befand sich im Bug, zwei befanden sich auf jeder Breitseite und eins befand sich im Heck.

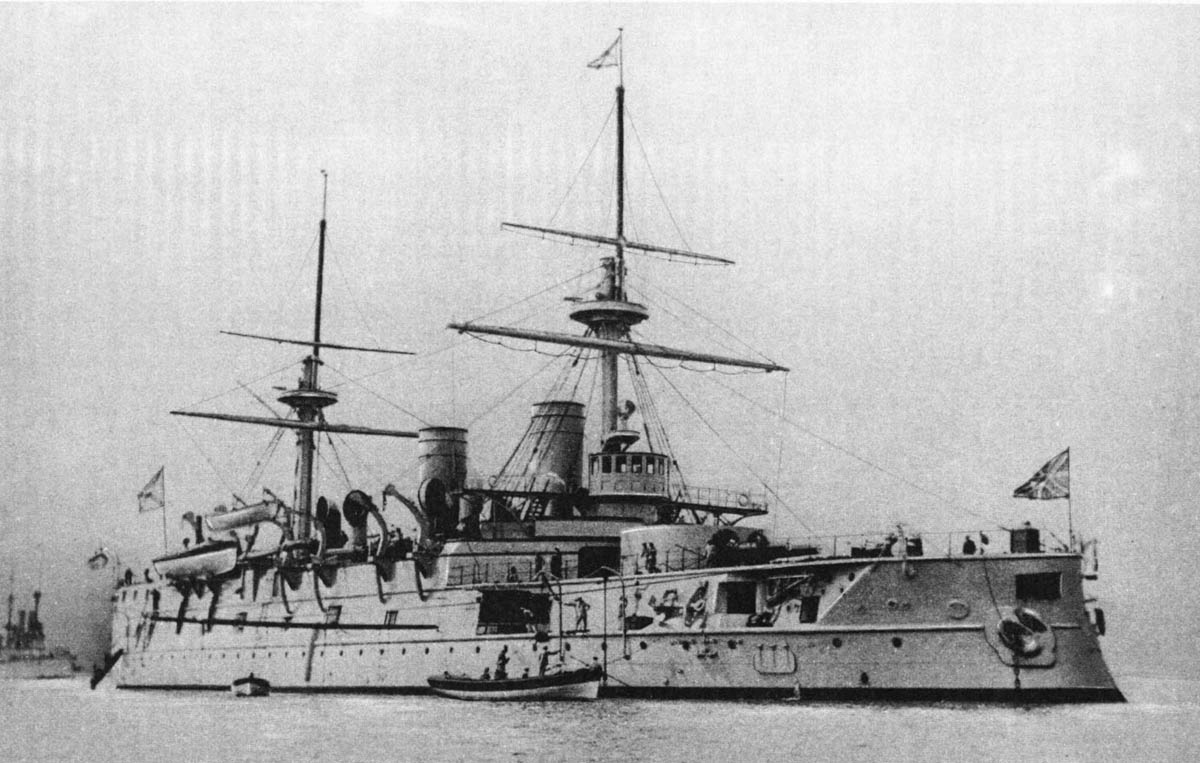
Imperator Nikolai I

Hauptsächlich wurde die Panzerung der Imperator Nikolai I aus dem Vereinigten Königreich importiert. Einige Lieferungen verzögerten sich, was während des Baus zu Problemen führte. Die Höhe des Wasserlinien-Panzergürtels wurde im Vergleich zur Imperator Aleksandr II um 152 mm reduziert und war 2,4 m hoch, von denen 0,9 m über der entworfenen Wasserlinie lagen und 1,5 m darunter. Die restliche Panzerung entsprach der des Schwesterschiffs außer der Änderungen wegen der Buglastigkeit der Imperator Nikolai I.

## Geschichte

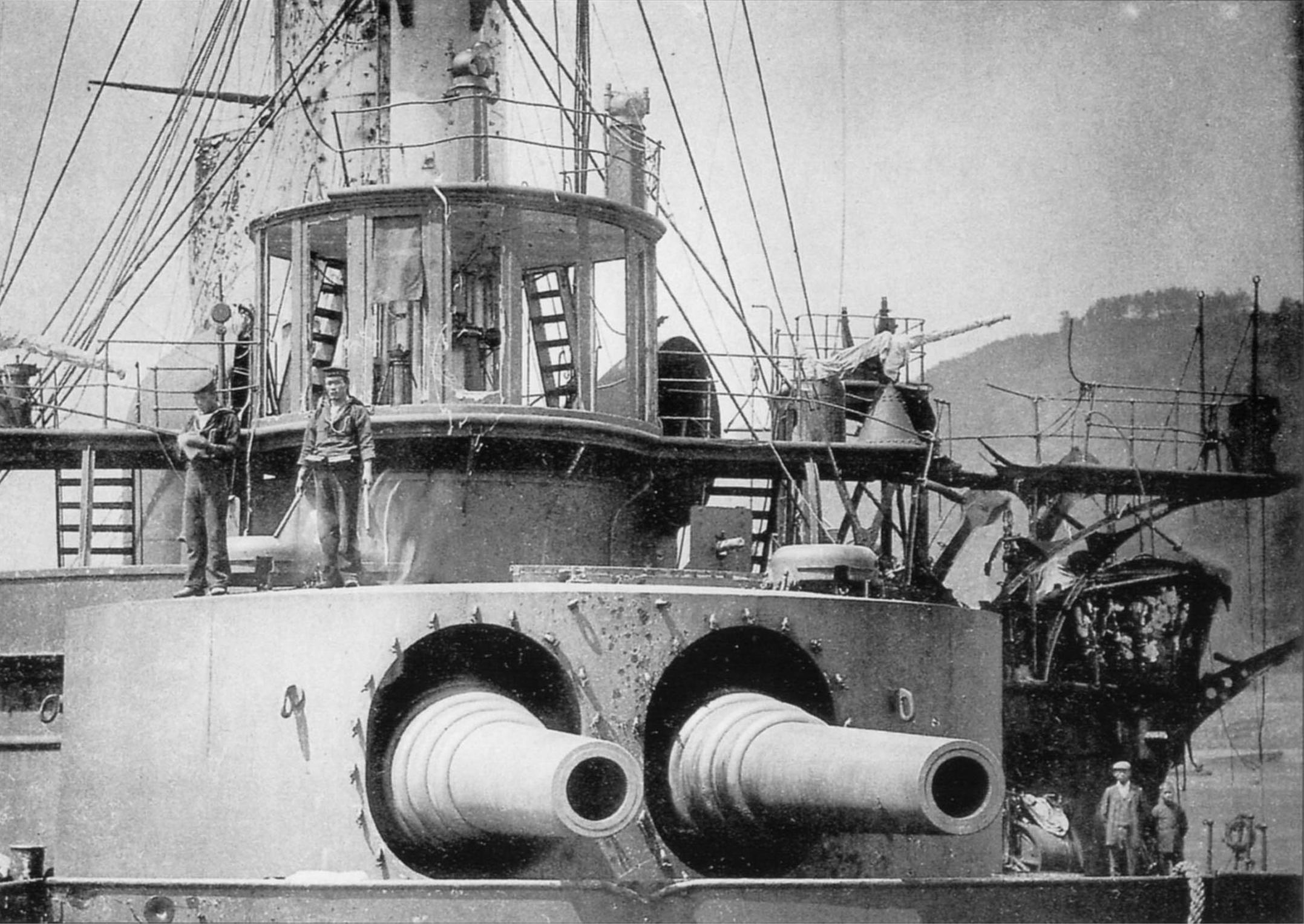
Geschützturm und Brücke der Imperator Nikolai I mit Beschädigungen nach Tsushima

Die Imperator Nikolai I wurde nach dem Zaren Nikolaus I. von Russland benannt. Gebaut in Sankt Petersburg, wurde sie nach ihrer Fertigstellung im Juli 1891 dem Mittelmeergeschwader zugeteilt und besuchte Toulon im Oktober 1893. Bei den gegenseitigen Flottenbesuchen in Toulon und Kronstadt wurde die Französisch-Russische Allianz gestärkt und diese Allianz später zur Triple Entente ausgebaut. Am 28. April 1895 lief sie während des Ersten Japanisch-Chinesischen Krieges in Nagasaki in Japan ein, blieb bis 1896 im Pazifik und kehrte dann ins Mittelmeer zurück. Sie fuhr im April 1898 wieder in die Ostsee zurück und musste sich, bevor sie wieder ins Mittelmeer verlegte, einem größeren Umbau unterziehen, bei dem die gesamte Maschine ausgetauscht und die Aufbauten um ein Deck abgesenkt wurden. Die meisten ihrer 4,7-cm- und 3,7-cm-Revolverkanonen wurden bis auf zwei Stück ausgebaut und sie erhielt stattdessen sechzehn einläufige 4,7-cm- und zwei 3,7-cm-Geschütze.
Im Jahre 1904, während des Russisch-Japanischen Krieges, lief sie wieder in die Ostsee, um mit anderen obsoleten Schiffen zum 3. Pazifischen Geschwader zusammengefasst zu werden. Admiral Roschestwenski, Oberbefehlshaber des 2. Pazifischen Geschwaders, hatte sich zunächst geweigert, dieses Geschwader mitzunehmen, weil er es nicht als Verstärkung, sondern als Belastung ansah. Am 15. Oktober 1904 lief das 2. Geschwader von Libau aus. Nach dem Doggerbank-Zwischenfall in der Nordsee wurde der Stabschefs Roschestwenskis, Nikolai Lawrentjewitsch Klado, nach Sankt Petersburg entsandt, um bei der Aufklärung des Zwischenfalls zu helfen. Nebenher begann Klado allerdings eine Pressekampagne, um für die Entsendung des 3. Geschwaders zu werben, und erreichte tatsächlich, dass Zar Nikolaus II. befahl, diese veralteten Schiffe ebenfalls in den Pazifik zu entsenden. Sie liefen am 15. Januar 1905 aus Libau mit dem Ziel Pazifik aus. Zu diesem Zeitpunkt war Roschestwenski mit dem 2. Pazifischen Geschwader bereits vor der vietnamesischen Küste und musste warten.
Bei der Seeschlacht bei Tsushima wurde die Imperator Nikolai I leicht beschädigt. Sie erhielt einen Treffer von einer 30,5-cm-Granate, zwei von 20,3-cm-Granaten und ebenfalls zwei 15,2-cm-Treffer. Sie hatte fünf Tote und 35 Verwundete zu beklagen. Das Schiff ergab sich mit fast dem gesamten 3. Geschwader unter Konteradmiral Nebogatow am nächsten Tag der japanischen Flotte.

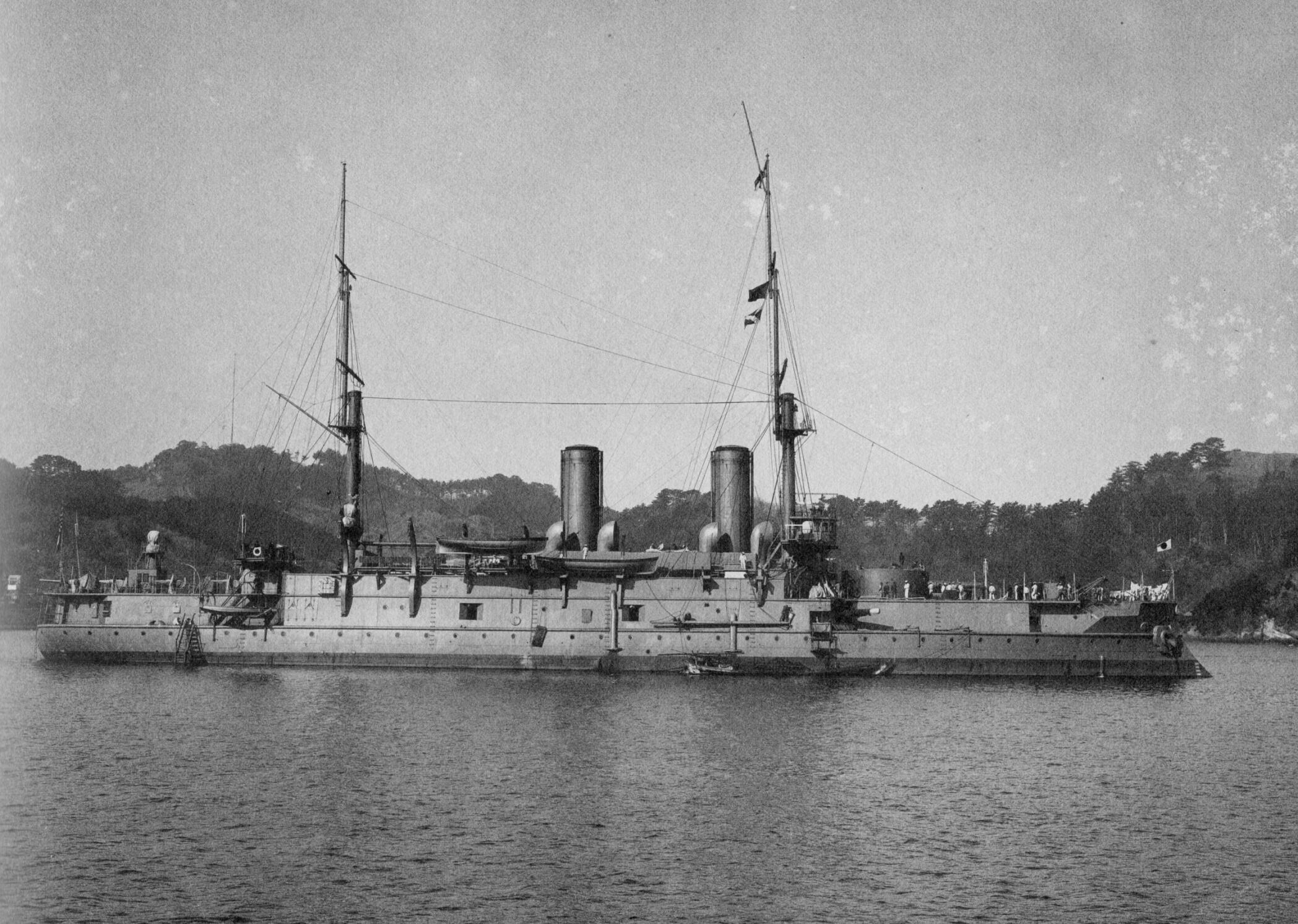
Iki in Yokosuka, 12. Februar 1906

## Japanischer Dienst
Am 6. Juni 1905 wurde die Imperator Nikolai I in die Kaiserlich Japanische Marine übernommen und in Iki nach der Insel Iki im Japanischen Meer in der Nähe des Schauplatzes der Schlacht von Tsushima umbenannt. Bis zum 12. Dezember 1910 war sie ein Artillerieschulschiff, dann zum Küstenschutzschiff Erster Klasse und Schulschiff umklassifiziert. Auch als Iki hatte sie ihre 30,5-cm-Geschütze im Doppelturm, ansonsten aber japanische Artillerie, nämlich sechs 15,2-cm-L/40-Armstrong-Pattern-Z-Kanonen in Einzelaufstellung, sechs 12-cm-Schiffsgeschütze in Einzelaufstellung und sechs 7,62-cm-L/40-Armstrong-N-Kanonen ebenfalls in Einzelaufstellung. Am 1. Mai 1915 wurde sie von der Schiffsliste der japanischen Marine gestrichen und im Oktober 1915 als Zielschiff von den Schlachtkreuzern Kongō und Hiei versenkt, allerdings schreiben Watts und Gordon, dass sie 1922 verschrottet wurde.